# Liabum
Liabum Adans., 1763 è un genere di piante angiosperme dicotiledoni della famiglia delle Asteraceae.

## Descrizione

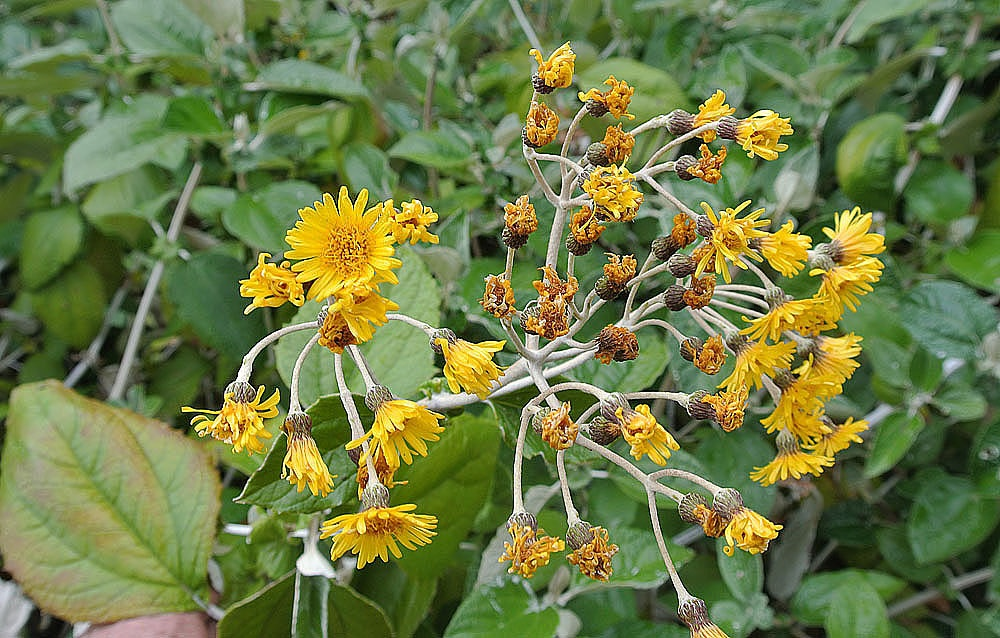
Infiorescenza
Liabum igniarium

L'habitus delle piante di questo genere è formato da erbe perenni prive di latice. La pubescenza, aracnoide-tomentosa, è formata da peli semplici e si trova sugli steli e sulle superfici abassiali delle foglie, talvolta all'apice delle brattee involucrali. In alcuni casi la pubescenza è rigida.
Le foglie in genere sono disposte lungo il fusto in modo opposto (possono essere presenti delle rosette basali); sono picciolate o raramente sono sessili. Alla base delle foglie possono essere presenti delle pseudostipole o dei dischi nodali, talvolta fusi nella guaina. Il contorno della lamina è intero con forme da ampiamente ovali. Le venature sono trinervate. I bordi, continui, possono essere finemente dentati e terminano all'apice in modo acuto. La consistenza in genere è fogliacea.
L'infiorescenza è formata da capolini di tipo radiato eterogamo. I capolini possono essere raccolti in formazioni corimbose con peduncoli (raramente sono sessili). La struttura dei capolini è quella tipica delle Asteraceae: un peduncolo (corto o lungo) sorregge un involucro a forma campanulata composto da 50 - 150 squame (o brattee) disposte in circa 5 serie in modo embricato e scalato che fanno da protezione al ricettacolo  sul quale s'inseriscono due tipi di fiori: quelli esterni ligulati, disposti a raggiera e quelli interni tubulosi. Il ricettacolo, alveolato, spesso con creste o punte sporgenti, è nudo (senza pagliette).
I fiori sono tetra-ciclici (ossia sono presenti 4 verticilli: calice – corolla – androceo – gineceo) e pentameri (ogni verticillo ha in genere 5 elementi). I fiori si dividono in due tipi: del raggio e del disco. I fiori del raggio (ligulati e zigomorfi) sono di solito presenti  (da 20 a 120), sono femminili e fertili. I fiori del disco (tubulosi e actinomorfi, da 10 a 85) sono in genere ermafroditi.
- Formula fiorale:

*/x K {\displaystyle \infty }, [C (5), A (5)], G 2 (infero), achenio
- Calice: i sepali del calice sono ridotti ad una coroncina di squame.

- Corolla: le ligule delle corolle dei fiori del raggio hanno delle forme da lineari a ellittico-oblunghe (sempre ben sviluppate) e terminano con tre denti, sono colorate di giallo (raramente rosso o porpora); le gole dei fiori del disco sono ampie fin dalla base, mentre i lobi sono allungati e lineari, il colore è giallo.

- Androceo: gli stami sono 5 con filamenti liberi e distinti, mentre le antere sono saldate in un manicotto (o tubo) circondante lo stilo. Le antere hanno delle code digitate. Il polline è ricoperto da spine in modo uniforme. Il polline è sferico (diametro: 25 - 50 micron), e tricolporato, echinato (non è mai costato).

- Gineceo: lo stilo è filiforme, mentre gli stigmi dello stilo sono due, lunghi e divergenti. L'ovario è infero uniloculare formato da 2 carpelli. Gli stigmi in genere sono corti e filiformi ed hanno la superficie stigmatica (papille) interna. La parte superiore dello stilo può essere pelosa (quella basale è glabra).

I frutti sono degli acheni con pappo. La forma dell'achenio è prismatica con 10 coste; le pareti contengono rafidi a sezione subquadrata. Il pappo, più o meno a due serie è formato da 17 – 40 setole corte e strette.

## Biologia
- Impollinazione: l'impollinazione avviene tramite insetti (impollinazione entomogama tramite farfalle diurne e notturne).
- Riproduzione: la fecondazione avviene fondamentalmente tramite l'impollinazione dei fiori (vedi sopra).
- Dispersione: i semi (gli acheni) cadendo a terra sono successivamente dispersi soprattutto da insetti tipo formiche (disseminazione mirmecoria). In questo tipo di piante avviene anche un altro tipo di dispersione: zoocoria. Infatti le brattee dell'involucro possono agganciarsi ai peli degli animali di passaggio disperdendo così anche su lunghe distanze i semi della pianta.

## Distribuzione e habitat
La distribuzione delle piante di questo genere è dall'America centrale (Messico, Grandi Antille) a quella del sud (Ande).

## Tassonomia
La famiglia di appartenenza di questa voce (Asteraceae o Compositae, nomen conservandum) probabilmente originaria del Sud America, è la più numerosa del mondo vegetale, comprende oltre 23.000 specie distribuite su 1.535 generi, oppure 22.750 specie e 1.530 generi secondo altre fonti (una delle checklist più aggiornata elenca fino a 1.679 generi). La famiglia attualmente (2021) è divisa in 16 sottofamiglie.

### Filogenesi
Le piante di questa voce appartengono alla tribù Liabeae della sottofamiglia Vernonioideae. Questa assegnazione è stata fatta solo ultimamente in base ad analisi di tipo filogenetico sul DNA delle piante. Precedenti classificazioni descrivono queste piante nella sottofamiglia Cichorioideae oppure (ancora prima) i vari membri di questo gruppo, a dimostrazione della difficoltà di classificazione delle Liabeae, erano distribuiti in diverse tribù: Vernonieae, Heliantheae, Helenieae, Senecioneae e Mutisieae.
Le seguenti caratteristiche sono condivise dalla maggior parte delle specie della tribù:
- nei fusti è frequente la presenza di lattice;
- le foglie hanno una disposizione opposta e spesso sono fortemente trinervate con superfici inferiori tomentose;
- il colore dei fiori del raggio e del disco sono in prevalenza gialli o tonalità vicine;
- le corolle del disco sono profondamente lobate;
- le basi delle antere sono calcarate;
- le superfici stigmatiche sono continue all'interno dei rami dello stilo;
- il polline è spinoso e sferico.

Il genere di questa voce è descritto nella sottotribù Liabinae Cass. ex Dumort., una delle quattro sottotribù di Labieae. La sottotribù, nell'ambito della tribù, si trova in posizione "basale" e si è separata dal resto delle altre sottotribù subito dopo il genere Cacosmia. Il genere Liabum, insieme al genere Sampera, forma un "gruppo fratello"; i due generi rappresentano il "core" della sottotribù, ossia è uno degli ultimi gruppi ad essersi evoluto.
Le specie di questo genere sono individuate dai seguenti caratteri:
- le piante sono prive di lattice;
- i rami dello stilo dei fiori del disco sono lunghi;
- la base delle antere è digitata;
- i fiori del raggio sono molti (20 - 120);
- le brattee dell'involucro sono disposte su 5 serie e sono da 50 a 150;
- nelle pareti degli acheni sono presenti dei rafidi a sezione subquadrata.

Il numero cromosomico delle specie di questo gruppo varia da 2n = 12 a 19.

### Elenco delle specie
Per questo genere sono assegnate le seguenti 37 specie:
- Liabum acuminatum Rusby
- Liabum amplexicaule  Poepp. & Endl.
- Liabum asclepiadeum  Sch.Bip.
- Liabum barahonense  Urb.
- Liabum barclayae  H.Rob.
- Liabum crispum  Sch.Bip.
- Liabum cubense  Sch.Bip.
- Liabum dillonii  D.G.Gut. & Katinas
- Liabum eggersii  Hieron.
- Liabum eriocaulon  Poepp. & Endl.
- Liabum falcatum  Rusby
- Liabum ferreyrae  H.Rob.
- Liabum floribundum  Less.
- Liabum grandiflorum  Less.
- Liabum igniarium  Less.
- Liabum kingii  H.Rob.
- Liabum macbridei  H.Rob.
- Liabum melastomoides  Less.
- Liabum nigropilosum  Hieron.
- Liabum nudicaule  H.Rob.
- Liabum oblanceolatum  Urb. & Ekman
- Liabum ovatifolium  Urb.
- Liabum poiteaui  Urb.
- Liabum polycephalum  Urb. & Ekman
- Liabum robinsonii  D.G.Gut. & Katinas
- Liabum saloyense  Domke
- Liabum sandemanii  H.Rob.
- Liabum saundersii  H.Rob.
- Liabum selleanum  Urb.
- Liabum solidagineum  Less.
- Liabum steinbachii  H.Rob.
- Liabum stipulatum  Rusby
- Liabum subacaule  Rydb.
- Liabum trianae  H.Rob.
- Liabum umbellatum  (L.) Sch.Bip.
- Liabum vargasii  H.Rob.
- Liabum wrightii  Griseb.

### Sinonimi
Sono elencati alcuni sinonimi per questa entità:
- Allendea La Llave
- Andromachia  Bonpl.
- Starkea  Willd.
- Viviania  Willd. ex Less.